# Les millors obres de la literatura universal / Segle XX
Les millors obres de la literatura universal / Segle XX (MOLU2), és una col·lecció de llibres de literatura universal traduïda al català, continuació de la biblioteca Les millors obres de la literatura universal (MOLU, 1981-1986), editada, com la seva antecessora, per Edicions 62 i dirigida, també, per Joaquim Molas, amb l'assessorament de Josep M. Castellet i Pere Gimferrer.

## Context
Si en la dècada dels anys 60 del segle xx s'havia produït la primera gran represa traductora d'obres literàries al català de la postguerra, als anys vuitanta, després d'una frenada en els anys 70, hi ha una segona empenta, amb un creixement important, i iniciatives que volen incorporar diversos gèneres, com les d'aquesta col·lecció i la seva antecessora, Les millors obres de la literatura universal, així com d'altres, com «L'Escorpí Poesia Universal. Segle XX», «Textos Filosòfics» o «Clàssics del Pensament Modern». La col·lecció aparegué amb un fort suport de mecenatge, combinant l'ajuda institucional del Servei del Llibre del Departament de Cultura de la Generalitat de Catalunya i la col·laboració d'una entitat de crèdit ("la Caixa").

## Les obres
El gènere literari predominant de la col·lecció assenyala el desplaçament de la poesia, com a tendència catalana característica, a la novel·la, incloent-hi algun llibre d'assaig. Així, dels 50 primers títols 39 són obres de narrativa, 5 de poesia i 6 de teatre. Les llengües de què es tradueix són limitades. En aquest primer grup de títols, de l'anglès hi ha 19 obres; del francès 8 obres; de l'italià, 9; de l'alemany, 8; del rus, 2; 1 ; i només una obra del polonès i del grec modern. Entre els autors seleccionats hi trobem Auster, Bellow, Calvino, Conrad, d'Annunzio, Dos Pasos, Dinesen, Gide, Saint-Exupéry, Gombrowicz, Hesse, Joyce, Kertesz, Mann, Márai, Nabokov, Pavese, Roth o Saramago. També inclou antologies, com les de poesia contemporània (anglesa, italiana, portuguesa o russa). Popularment es coneix com a MOLU2.

### Llista de les obres
1. Contrapunt d'Aldous Huxley, traducció de Maria Teresa Vernet i presentació de Marta Pessarrodona (1986).
2. Crònica dels pobres amants de Vasco Pratolini, traducció de Maria Aurèlia Capmany (1986).
3. Contes d'hivern d'Isak Dinesen, traducció de Toni Pascual (1986).
4. Pornografia de Witold Gombrowicz, traducció i presentació de Dorota Szmidt (1986).
5. El Volga desemboca al mar Caspi de Borís Pilniak, traducció d'Andreu Nin (1986; primera edició: Edicions Proa, Els d'ara, 1931).
6. El temps retrobat de Marcel Proust, traducció de Joan Casas (1986).
7. Una vida d'Italo Svevo, traducció de Rolando del Guerra i Dorotea Casas (1986).
8. El deixeble del diable / Santa Joana de Bernard Shaw, traduccions de Carles Capdevila i C. Fernàndez Burgas (1986).
9. La Cavalleria Roja d'Isaak Bàbel, traducció de Monika Zgustová (1986)
10. Poesia francesa contemporània (antologia) a cura d'Alain Verjat (1987).
11. Tendra és la nit de Francis Scott Fitzgerald, traducció de Terenci Moix (1987).
12. Si una nit d'hivern un viatger d'Italo Calvino, traducció de Montserrat Puig (1987).
13. Ada o l'Ardor, de Vladímir Nabókov, traducció de Jordi Arbonès (1987).
14. Fills i amants de D. H. Lawrence, traducció de Laura Santamaria i Guinot (1987).
15. Absalom, Absalom! de William Faulkner, traducció de Marta Pera (1987).
16. Sis personatges en cerca d'autor / Enric IV de Luigi Pirandello, traducció de Bonaventura Vallespinosa (1987).
17. El joc de les granisses de Hermann Hesse, traducció de Núria Roig (1987).
18. El paral·lel 42 de John Dos Passos, traducció de Manuel de Pedrolo (1987).
19. Mort a crèdit de Louis-Ferdinand Céline, traducció de Joan Casas (1987).
20. Una tragèdia americana de Theodore Dreiser, traducció de Montserrat Vancells i Flotats (1987, en dos volums).
21. Teatre de Bertolt Brecht, traducció de Carme Serrallonga, Feliu Formosa i Núria Roig (1988).
22. El plaer de Gabriele d'Annunzio, traducció d'Assumpta Camps (1987).
23. Diaris: 1910-1923 de Franz Kafka, traducció de Francesca Martínez (1988).
24. Howards End d'E. M. Forster, traducció de Toni Pascual (1988).
25. Set poetes neogrecs (antologia), a cura de Carles Miralles amb la col·laboració de Montserrat Camps (1988).
26. Estrany interludi / La mort d'un viatjant d'Eugene O'Neill i Arthur Miller traducció de Victòria Alsina i Mireia Llinàs (1988).
27. Tres dones de Robert Musil, traducció i presentació de Marta Pera (1988).
28. Fira d'agost i altres contes de Cesare Pavese, traducció de Francesc Miravitlles (1988).
29. Sota el volcà de Malcolm Lowry, traducció de Manuel de Pedrolo (1988).
30. Poesia gallega, portuguesa i brasilera moderna (antologia), a cura de Josep M. Llompart (1988).
31. Tonio Kröger i altres narracions de Thomas Mann, traducció de Judith Vilar (1989).
32. Els falsificadors de moneda d'André Gide, traducció de Xavier Pericay (1989).
33. Dins la muralla (La novel·la de Ferrara) de Giorgio Bassani, traducció de Joan Casas (1989).
34. Entre els actes de Virginia Woolf, traducció de Marta Pera (1989).
35. Les Geòrgiques de Claude Simon, traducció de Víctor Compta (1989).
36. Els primers quaranta-nou contes d'Ernest Hemingway, traducció de Jordi Arbonès (1989).
37. Exiliats de James Joyce, traducció de Joan Soler i Amigó (1989).
38. La mort de Virgili de Hermann Broch, traducció de Joan Fontcuberta (1989, en dos volums).
39. La Garden Party i altres contes de Katherine Mansfield, traduccions de J. Ros-Artigues i Helena Valentí (1989).
40. Nostromo de Joseph Conrad, traducció de Marta Pera (1989).
41. En els espadats de marbre d'Ernst Jünger, traducció de Francesca Martínez (1990).
42. El llegat de Humboldt de Saul Bellow, traducció de Jordi Arbonès (1990).
43. La música del temps d'Anthony Powell, traducció de Jordi Larios (1990).
44. Molloy de Samuel Beckett, traducció de Ramon Lladó (1990).
45. Poesia alemanya contemporània (antologia), a cura de Feliu Formosa (1990).
46. Teatre d'Eugène Ionesco, traducció de Joan Tarrida (1990).
47. Gran Sertão: riberes de João Guimarães Rosa, traducció de Xavier Pàmies (1990).
48. Poesia italiana contemporània (antologia), a cura de Narcís Comadira (1990).
49. Conversa a Sicília, d'Elio Vittorini, traducció de Maria Aurèlia Capmany (1990).
50. Noces / L'estiu d'Albert Camus, traducció de Víctor Compta (1990).
51. El cor és un caçador solitari de Carson McCullers, traducció de Ramon Folch i Camarasa (1990).
52. Poesia russa contemporània (antologia), a cura de Ricard San Vicente (1991).
53. Al castell d'Argol de Julien Gracq, traducció de Víctor Compta (1991).
54. La Guàrdia Blanca de Mikhaïl Bulgàkov, traducció de Josep M. Güell (1991).
55. El conformista d'Alberto Moravia, traducció de Joan Casas (1991).
56. Billar a dos quarts de deu de Heinrich Böll, traducció de Carles Unterlohner Claveguera (1991).
57. El salconduit de Borís Pasternak, traducció de Josep M. Güell (1991).
58. Un cas enllestit de Graham Greene, traducció de Ramon Folch i Camarasa (1991).
59. D'una butxaca i de l'altra de Karel Čapek, traducció de Monika Zgustová (1991).
60. Impressions d'Àfrica de Raymond Roussel, traducció de Ramon Lladó i Annie Bats (1991).
61. Els nus i els morts de Norman Mailer, traducció de Ramon Folch i Camarasa (1991).
62. Intrús en la pols de William Faulkner, traducció de Manuel de Pedrolo (1991).
63. El doctor Faustus de Thomas Mann, traducció de Joan Fontcuberta (1992).
64. Foc pàl·lid de Vladímir Nabókov, traducció d'Assumpta Camps i Josep M. Jaumà (1992).
65. Sexus de Henry Miller, traducció de Jordi Arbonès (1992).
66. La província de l'home d'Elias Canetti, traducció de Jordi Arbonès (1992).
67. Pugeu la biga mestra, fusters / Seymour: una introducció de J. D. Salinger, traducció d'Antoni Pigrau i Manuel de Pedrolo (1992).
68. Teatre de T. S. Eliot, traduccions de Lluís M. Aragó, Josep Urdeix i Rosa Vallverdú (1992).
69. L'edat d'home, precedit per De la literatura considerada com una tauromàquia de Michel Leiris, traducció de Ramon Lladó (1992).
70. El senyor A. G. a X. de Tibor Déry, traducció d'Ildikó Szìjj (1992).
71. Autobiografia d'Alice Toklas de Gertrude Stein, traducció d'Assumpta Camps (1992).
72. Fins a la mort de Louis Aragon, traducció de Joan Casas (1992).
73. La coneixença del dolor de Carlo Emilio Gadda, traducció de Xavier Riu (1992).
74. El timbal de llauna de Günter Grass, traducció de Joan Fontcuberta (1993).
75. L'edat de la innocència d'Edith Wharton, traducció de Miquel Casacuberta (1993).
76. Diari del lladre de Jean Genet, traducció de Ramon Lladó (1993).
77. A la llar d'un rabí d'Isaac B. Singer, traducció de Josep Julià Ballbé (1993).
78. L'home que volia ser rei i altres contes de Rudyard Kipling, traducció de Jordi Arbonès (1993).
79. Retrat de l'artista adolescent de James Joyce, traducció de Maria Teresa Vernet (1993).
80. Diaris de París i Apunts caucasians (1941-1944) d'Ernst Jünger, traducció Joan Fontcuberta (1993).
81. Job / La llegenda del sant bevedor de Joseph Roth, traducció de Judith Vilar (1993).
82. Diari. Anys 1914-1918 de André Gide, traducció de Joan Casas (1993).
83. El raïm de la ira de John Steinbeck, traducció de Mercè López Arnabat (1993).
84. L'home sense qualitats de Robert Musil, traducció de Ramon Monton (1993).
85. Homo Faber de Max Frisch, traducció de Judith Vilar (1994).
86. Poesia anglesa i nord-americana contemporània. Antologia. A cura de D. Sam Abrams (1994).
87. L'agent secret de Joseph Conrad, traducció de Montserrat Vancells (1994).
88. Nois de la vida de Pier Paolo Pasolini, traducció de Joan Casas (1994).
89. El cel protector de Paul Bowles, traducció de Jordi Arbonès (1994).
90. El pont sobre el Drina d'Ivo Andrić, traducció de Slavica Bursác i Sió Capdevila (1994).
91. Diari 1942-1945 de Jean Cocteau, traducció de Vicenç Llorca (1994).
92. Henry i June d'Anaïs Nin, traducció de Núria Ribera (1994).
93. El petit camp de Déu d'Erskine Caldwell, traducció de Manuel de Pedrolo (1994).
94. Els Buddenbrook de Thomas Mann, traducció de Joan Fontcuberta (1994).
95. Un dic contra el Pacífic de Marguerite Duras, traducció de Maria Aurèlia Capmany (1994).
96. La tragèdia d'un personatge i altres contes de Luigi Pirandello, traducció de Francesc Miravitlles (1995).
97. Alexis Zorbàs de Nikos Kazantzakis, traducció de Jaume Berenguer (1995).
98. El subratllat és meu de Nina Berberova, traducció de Josep M. Güell (1995).
99. Manifestos d'Avantguarda. Antologia. A cura de Joaquim Molas (1995).
100. La copa daurada de Henry James, traducció de Jordi Arbonès (1995).
101. L'infant de sorra de Tahar Ben Jelloun, traducció de Joan Casas (1995).
102. El lloro de Flaubert de Julian Barnes, traducció de Núria Ribera (1995).
103. Els afers del senyor Juli Cèsar de Bertold Brecht, traducció d'Artur Quintana (1995).
104. Entre dos palaus de Naghib Mahfuz, traducció de Dolors Pinós (1996).
105. Dissabte a la nit i diumenge al matí d'Alan Sillitoe, traducció d'Antoni Pigrau (1996).
106. Trens rigorosament vigilats de Bohumil Hrabal, traducció de Maria Garcia Barris (1996).
107. El talp de John le Carré, traducció de Jordi Arbonès (1996).
108. La filla de Burger de Nadine Gordimer, traducció de Mercè López Arnabat (1996).
109. A la carretera de Jack Kerouac, traducció de Manuel de Seabra (1996).
110. El trastorn de Portnoy de Philip Roth, traducció de Joan Fontcuberta i Gel (1997).
111. Els inconsolables de Kazuo Ishiguro, traducció de Xavier Pàmies (1997).
112. L'any de la mort de Ricardo Reis de José Saramago, traducció de Víctor Martínez-Gil (1997).
113. Un grapat de pols d'Evelyn Waugh, traducció d'Ernest Riera (1997).
114. Gabriela, clau i canyella de Jorge Amado, traducció d'Anna Alsina (1997).
115. Una llarga història de Günter Grass, traducció de Joan Fontcuberta i Gel (1997).
116. Crist s'ha aturat a Èboli de Carlo Levi, traducció d'Edmond Vallès (1998).
117. Viure al dia de Paul Auster, traducció de Víctor Compta (1998).
118. El manual dels inquisidors d'Antonio Lobo Antunes, traducció de Xavier Pàmies (1998).
119. La vall de l'Issa de Czeslaw Milosz, traducció de Dorota Szmidt (1998).
120. El llibre negre d'Orhan Pamuk, traducció de Víctor Compta (1998).
121. El falcó de Yaşar Kemal, traducció d'Anna Casassas (1998).
122. Franny i Zooey de J. D. Salinger, traducció de Xavier Pàmies.
123. Diari 1953-1956 de Witold Gombrowicz, traducció de Jerzy Slawomirski i Anna Rubió (1999).
124. Una dona difícil de John Irving, traducció d'Ernest Riera (1999).
125. Els idus de març de Thornton Wilder, traducció d'Ernest Riera i Ernest Folch (1999).
126. Els intèrprets de Wole Soyinka, traducció de Víctor Compta (1999).
127. Tots aquells cavalls de Cormac McCarthy, traducció de Xavier Pàmies (1999).
128. Tot se'n va en orris de Chinua Achebe, traducció de Bernat Puigtobella (2000).
129. Ciutadella d'Antoine de Saint-Exupéry, traducció de Pau Joan Hernàndez (2000).
130. Parla, memòria de Vladimir Nabokov, traducció d'Oriol Carbonell (2000).
131. L'Evangeli segons Jesucrist de José Saramago, traducció de Xavier Pàmies (2000).
132. Crònica de la ciutat de pedra d'Ismail Kadaré, traducció d'Anna Casassas (2000).
133. Els nostres avantpassats d'Italo Calvino, traducció de Xavier Lloveras (2001).
134. Gertrudis i Claudi de John Updike, traducció de Toni Cardona (2001).
135. La mandolina del capità Corelli de Louis de Bernières, traducció de Joan Puntí Recasens (2001).
136. Els emigrats de W. G. Sebald, traducció d'Anna Soler Horta (2001),
137. El quadern daurat de Doris Lessing, traducció de Víctor Compta (2001).
138. Mefisto de Klauss Mann, traducció de Feliu Formosa (2001).
139. L'edat d'or de Gore Vidal, traducció de Ramon Monton (2001).
140. Viatge a l'Índia d'E. M. Foster, traducció de Jordi Arbonès (2002).
141. Herzog de Saul Bellow, traducció de Joan Ayala (2002).
142. L'edat de ferro de J. M. Coetzee, traducció de Dolors Udina (2002).
143. Malina d'Ingeborg Bachmann, traducció de Pilar Estelrich (2002).
144. Amor i brossa d'Ivan Klíma, traducció de Kepa Uharte (2002).
145. El Palau de la Lluna de Paul Auster, traducció de Marc Rubió (2002).
146. Sense ni cinc a París i Londres de George Orwell, traducció de Marc Rubió.
147. Els genets de Joseph Kessel, traducció de Rosa M. Palomeras i Francesca Martínez.
148. Una casa per al senyor Biswas de V. S. Naipaul, traducció d'Albert Nolla.
149. Dona de Porto Pim d'Antonio Tabucchi, traducció de Pau Vidal.
150. La neu era bruta de Georges Simenon, traducció de Xavier Barral i Altet.
151. Cosmòpolis de Don DeLillo, traducció de Mercè Costa.
152. Liquidació d'Imre Kertész, traducció d'Eloi Castelló.
153. L'americà tranquil de Graham Greene, traducció d'Eulàlia Presas.
154. El moliner udolaire d'Arto Paasilinna, traducció d'Emma Claret Pyrhönen.
155. L'arpa d'herba de Truman Capote, traducció de Lluís-Anton Baulenas.
156. Una missa per la ciutat d'Arras d'Andrzej Szczypiorski, traducció d'Anna Rubió i Jerzy Slawomirski.
157. L'òpera de Vigata d'Andrea Camilleri, traducció de Pau Vidal.
158. Les amants d'Elfriede Jelinek, traducció de Pilar Estelrich i Lídia Álvarez.
159. La dona justa de Sándor Márai, traducció d'Eloi Castelló i Anna Soler.
160. Viatge a Portugal de José Saramago, traducció de Xavier Pàmies.
161. L'últim estiu a Klingsor de Hermann Hesse, traducció d'Anna Soler-Horta.
162. Submón de Don DeLillo, traducció d'Ernest Riera.
163. Violada. Una història d'amor de Joyce Carol Oates, traducció d'Anna Mauri.
164. Atrapa la vida de Nadine Gordimer, traducció de Concepció Iribarren.
165. Essencial de Harold Pinter, traducció de Manuel de Pedrolo.
166. Infantesa. Escenes de la vida a províncies de J.M. Coetzee, traducció de Dolors Udina.
167. Joventut de J.M. Coetzee, traducció de Dolors Udina.
168. Matar un rossinyol de Harper Lee, traducció d'Emma Claret Pyrhönen.
169. La clau de Junichiro Tanizaki, traducció d'Albert Nolla.
170. La cançó dels missioners de John le Carré, traducció de Jordi Cussà.
171. L'ampla mar dels Sargassos de Jean Rhys, traducció de Dolors Udina.
172. Tot pelant la ceba de Günter Grass, traducció de Pilar Estelrich.
173. La carretera de Cormac McCarthy, traducció de Rosa Borràs.
174. Contes de Primo Levi, traducció de Teresa Muñoz Lloret.
175. La clivella de Doris Lessing, traducció de Marta Pera i Cucurell.
176. Les belles imatges de Simone de Beauvoir, traducció de Joan Oliver.
177. El gran Gatsby de Francis Scott Fitzgerald, traducció de Ramon Folch i Camarasa.
178. El bosc de la nit de Djuna Barnes, traducció de Maite Cirugeda.
179. Estimat Michele de Natalia Ginzburg, traducció de Teresa Muñoz Lloret.
180. Rebecca de Daphne du Maurier, traducció de Marta Pera.
181. A cadascú el que és seu de Leonardo Sciascia, traducció de Francesc Parcerisas.
182. L'africà de J.M.G. Le Clézio, traducció d'Anna Torcal i Salvador Company.
183. Un riu que es diu temps, una casa que es diu terra de Mia Couto, traducció de Núria Prats Espar.